# Ascuta
Ascuta is een geslacht van spinnen uit de  familie van de Orsolobidae.

## Soorten
- Ascuta australis Forster, 1956
- Ascuta cantuaria Forster & Platnick, 1985
- Ascuta inopinata Forster, 1956
- Ascuta insula Forster & Platnick, 1985
- Ascuta leith Forster & Platnick, 1985
- Ascuta media Forster, 1956
- Ascuta monowai Forster & Platnick, 1985
- Ascuta montana Forster & Platnick, 1985
- Ascuta musca Forster & Platnick, 1985
- Ascuta ornata Forster, 1956
- Ascuta parornata Forster & Platnick, 1985
- Ascuta taupo Forster & Platnick, 1985
- Ascuta tongariro Forster & Platnick, 1985
- Ascuta univa Forster & Platnick, 1985